# Xangoda
Xangoda (en rus: Шангода) és un poble del Daguestan, a Rússia, que en el cens del 2010 tenia 517 habitants. Pertany al districte rural de Gunib.